# آریزیا راب
آریزیا راب (به انگلیسی: Arisia Rrab) یک شخصیت خیالی ابرقهرمان در کتاب‌های کامیک آمریکایی منتشر شده توسط دی‌سی کامیکس است که به عنوان یکی از اعضای سازمان پلیسی بین کهکشانی سپاه گرین لانترن به‌شمار می‌رود. این شخصیت توسط مایک دابلیو بار، لن وین و جو استیتن خلق شده‌است؛ که برای اولین بار در شمارهٔ ۱ از افسانه‌های سپاه گرین لانترن (مه ۱۹۸۱) حضور پیدا کرد. نام او برگرفته از سیارهٔ آریزیا در مجموعه رمان‌های علمی–تخیلی لِنزمن، به قلم نویسنده آمریکایی ادوارد المر اسمیث است.
آریزیا یک بیگانه انسان‌نما با پوست، مو و چشمانی طلایی رنگ است و گوش‌هایی شبیه به اِلف دارد. او گرین لانترن بخش فضایی ۲۸۱۵ است، و خانوادهٔ او سابقه خدمت پر افتخار و طولانی مدتی برای سپاه گرین لانترن دارند.

## توانایی‌ها و قدرت‌ها
آریزیا به عنوان یکی از گرین لانترن، دارای قدرت حلقه و قدرت باتری یکسانی در قیاس با دیگر اعضای سپاه است. اما فیزیولوژی گراکسوتایت وی به او اجازه بهبود و بازسازی اندام با سرعت بسیار بالایی را می‌دهد. او حتی قادر است از صدمات مرگباری که توسط نیروهای عظیم به او وارد می‌شود بهبود یابد. به دلیل حرکت کندتر مدار سیارهٔ مادری‌اش در مقایسه با زمین، آریزیا به ازای هر ۱۸.۵ سال زمینی، تنها یک سال از عمرش کاسته می‌شود، و همین مسأله به او طول عمر بسیار بیشتری در مقایسه با انسان‌ها می‌دهد. او همچنین مبارز تن‌به‌تن چیره دست، و تیراندازی حرفه‌ای به‌شمار می‌رود.